# Carl Paul Caspari
Carl Paul Caspari (8 février 1814 - 11 avril 1892) est un théologien et universitaire néo-luthérien norvégien. Il est professeur de théologie de l'Ancien Testament à l'Université d'Oslo. Il écrit plusieurs livres et est surtout connu pour ses interprétations et sa traduction de l'Ancien Testament .

## Jeunesse
Carl Caspari est né à Dessau de filiation juive et est élevé dans la foi juive. De 1834 à 1838, il étudie à l'Université de Leipzig, où il acquiert une connaissance de l'arabe et du persan avec Heinrich Leberecht Fleischer. En partie sous l'influence de ses camarades, parmi lesquels Franz Delitzsch, il adopte le christianisme et est baptisé du deuxième prénom Paul en 1838. Sa formation juive l'a naturellement adapté pour travailler dans l'exégèse de l'Ancien Testament, et il passe deux ans à l'Université de Berlin à étudier sous la direction du théologien néo-luthérien allemand Ernst Wilhelm Hengstenberg .

## Carrière
En 1842, il obtient un doctorat en philosophie à l'Université de Leipzig et en 1847, il part à l'Université de Christiania (aujourd'hui Université d'Oslo) où il reste jusqu'à la fin de sa carrière, refusant les appels à l'Université de Rostock en 1850, à l'Université de Tartu en 1856 et à l'Université d'Erlangen-Nuremberg en 1857 et de nouveau en 1867 .
Ses capacités linguistiques lui permettent de maîtriser rapidement la langue norvégienne, de sorte qu'il peut commencer des conférences en moins d'un an. Il est nommé professeur ordinaire en 1857. Dans son travail universitaire, Caspari interprète divers livres de l'Ancien et du Nouveau Testament et traite l'introduction de l'Ancien Testament. Dans son exégèse et ses apologétiques, il suit Ernst Wilhelm Hengstenberg et reste jusqu'à la fin un adversaire de l'érudition critique moderne .
Mais son travail et son intérêt ne se limitent pas au domaine de l'Ancien Testament. En 1825, un prédicateur danois, Nikolai Frederik Severin Grundtvig, propose des vues particulières, à savoir que la formule du baptême, le renoncement, le Notre Père et le Récit de l'institution viennent directement du Seigneur, n'ont jamais été changés, et se situent donc au-dessus les Écritures. Le point de vue trouve des adhérents au Danemark et en Norvège, et la crainte est ressentie que le principe formel de l'Église luthérienne soit en danger. Caspari entreprend une enquête minutieuse sur les questions liées à la formule baptismale et à son histoire et est ainsi conduit à de nombreuses études ecclésiastico-patristiques. Il publie une longue série d'articles et de livres, la plupart en norvégien .
En 1862, avec Gisle Johnson, il publie une traduction norvégienne du Livre de Concorde (Konkordieboken), qui est publiée en 1866, et plus tard dans plusieurs réimpressions. Il est membre du Comité central de la Société biblique norvégienne (Det Norske Bibelselskap). Il aide à faire une nouvelle traduction de l'Ancien Testament, qui est achevée pour le soixante-quinzième anniversaire de la Société le 26 mai 1891 .
Il est président du Comité central de la mission norvégienne parmi les Juifs (Den Norske Israelsmisjonen) de 1866 à sa mort en 1892. Au moment de sa mort, il travaille également sur une nouvelle traduction du Nouveau Testament. Il est mort à Christiania (aujourd'hui Oslo, Norvège) ,.

## Autres travaux
Il publie un essai sur le Juif errant (1862); un commentaire sur les six premiers chapitres d' Isaïe (1867); un essai historique sur la confession de foi au baptême (1871); sur le procès d'Abraham et la lutte de Jacob avec Dieu (1871); sur l'appel d'Abraham et sa rencontre avec Melchisédek (1872); un volume d'essais bibliques (1884).
Avec Gisle Johnson, il fonde en 1857 le Theologisk Tidskrift for den evangelisk-lutherske Kirke i Norge, dont un volume parait chaque année jusqu'à peu de temps avant la mort de Caspari. La plupart des articles sont écrits par les éditeurs, et dans ce périodique et dans d'autres périodiques, un grand nombre d'écrits de Caspari sont initialement publiés .

## Sélection de publications
- Exegetisches Handbuch zu den Propheten des Alten Bundes (Leipzig, 1842. "Un commentaire sur Obadiah" avec Franz Delitzsch )
- Grammatica Arabica (2 parties, Leipzig, 1844–1848; 5e éd. Germ., Par August Müller, Halle, 1887; éd. Ing., Par W. Wright, Londres, 1859–62, 1874–75; par W. Robertson Smith et MJ de Goeje, Cambridge, 1896-1898)
- Beiträge zur Einleitung in das Buch Jesaia und zur Geschichte der jesaianischen Zeit (vol. Ii, of Delitzseh and Caspari's Biblisch-theologische und apologetisch-kritische Studien, Berlin, 1848)
- Ueber den syrischephraimitischen Krieg unter Jotham und Ahas (Christiania, 1849)
- Ueber Micha den Morasthiten und seine prophetische Schrift (2 parties, 1851-1852)
- Ungedruckte, uneachtete und wenig beachtete Quellen zur Geschichte des Taufsymbols und der Glaubensregel (3 vol., 1866–1875)
- Zur Einführung in das Buch Daniel (Leipzig, 1869)
- Alte und neue Quellen zur Geschichte des Taufsymbols und der Glaubensregel (Christiania, 1879); une édition de Martin du De correctione rustiqueorum de Braga (1883)
- Kirchenhistorische Anecdota nebst neuen Ausgaben patristischer und kirchlich-mittelalterlicher Schriften (1883)
- Eine Augustin fälschlich beigelegte Homilia de sacrilegiis (1886)
- Briefe, Abhandlungen und Predigten aus den zwei letzten Jahrhunderten des kirchlichen Alterthums und dem Anfang des Mittelalters (1891)
- Das Buch Hiob dans l'Uebersetzung de Hieronymus (Christiania, 1893).
- Der Glaube an der Trinität Gottes in der Kirche des ersten christlichen Jahrhunderts nachgewiesen (Leipzig, 1894).